# هضبة عسير
هضبة عسير أحد هضاب منطقة عسير إلى الجنوب من المملكة العربية السعودية، يبلغ متوسط ارتفاع الهضبة 1400 متر فوق سطح البحر، وتمتد في اتجاه الجنوب الشرقي إلى هضبة نجران، وتتواصل مع الشمال الشرقي بهضبة نجد، ومن أهم أودية الهضبة وادي بيشة ووادي تثليث، وتعد هضبة عسير من المناطق السياحية والزراعية في السعودية، ومن مدنها أبها وخميس مشيط والباحة.